# Article 47-2 de la Constitution de la Cinquième République française
Article 47-1 Article 48
L'article 47-2 de la Constitution de la Cinquième République française définit le rôle de la Cour des comptes dans le contrôle de l'action du gouvernement et précise les principes fondamentaux que doivent respecter les comptes publics. Il a été créé par la révision constitutionnelle du 23 juillet 2008.

## Texte
« La Cour des comptes assiste le Parlement dans le contrôle de l'action du Gouvernement. Elle assiste le Parlement et le Gouvernement dans le contrôle de l'exécution des lois de finances et de l'application des lois de financement de la sécurité sociale ainsi que dans l'évaluation des politiques publiques. Par ses rapports publics, elle contribue à l'information des citoyens.

Les comptes des administrations publiques sont réguliers et sincères. Ils donnent une image fidèle du résultat de leur gestion, de leur patrimoine et de leur situation financière. »
— Article 47-2 de la Constitution du 4 octobre 1958

## Contenu
Jusqu'à la révision constitutionnelle de 2008, la Cour des comptes n'était mentionnée qu'au dernier alinéa des articles 47 et 47-1 de la Constitution. La création de l'article 47-2 consacre une coopération approfondie entre le Parlement et la Cour des comptes. Si la Cour était à l'origine à équidistance entre le Parlement et le gouvernement, la loi organique relative aux lois de finances créée en 2001 avait donné à la Cour l'« obligation » de répondre aux demandes d'assistance du Parlement. L'article 47-2 entérine et approfondit cette dynamique.
Les contours de la mission d'assistance de la Cour sont précisés par l'article 58 de la loi organique relative aux lois de finances. Il s'agit, notamment, de l'obligation pour la Cour de répondre aux demandes d’assistance ou d’enquête que pourraient formuler les commissions parlementaires.
L'article constitutionnalise le principe de sincérité des comptes. Il souligne la subordination des comptes à une intelligibilité par les citoyens.